# Olimpiadi degli scacchi non ufficiali del 1976
Le Olimpiadi degli scacchi non ufficiali del 1976 furono organizzate a Tripoli, in Libia, per protesta contro l'assegnazione della Olimpiadi del 1976 ad Israele, che aveva provocato il boicottaggio dei paesi arabi, dell'Unione Sovietica e dei paesi europei dell'est. Si svolsero tra il 24 ottobre e il 15 novembre, durante le Olimpiadi ufficiali.
34 nazioni parteciparono alla competizione, la maggior parte delle quali africane o asiatiche: né i sovietici né le sue nazioni satelliti parteciparono. L'Italia (rappresentata dal club scacchistico di Palermo), le Filippine e l'Uruguay (formato da una squadra di dissidenti) furono le uniche nazioni a partecipare anche alle Olimpiadi ufficiali. La formula di gioco prevedeva 13 turni giocati col sistema svizzero.
Il livello di gioco non fu molto elevato: non fu presente nessun Grande maestro, e pochi erano i Maestri Internazionali.

## Risultati
| Pos. | Nazione     | Punteggio |
| ---- | ----------- | --------- |
| 1    | El Salvador | 38,5      |
| 2    | Tunisia     | 36        |
| 3    | Pakistan    | 34,5      |
| 4    | Iraq        | 33,5      |
| 5    | Italia      | 32,5      |